# Esther Vergeer
Esther Vergeer (Woerden, 18 luglio 1981) è un'ex tennista olandese.
Esther è stata una tennista diversamente abile, numero 1 del ranking mondiale, capace di vincere 42 prove del Grande Slam, 23 Tornei di fine anno e 8 medaglie alle Paralimpiadi, di cui 7 d'oro.
Viene considerata la giocatrice che ha dominato maggiormente uno sport.
È stata la tennista in carrozzina numero uno al mondo ininterrottamente dal 1999, senza subire una sconfitta in singolare dal 30 gennaio 2003 e, con la vittoria del singolare femminile alle Paralimpiadi di Londra, ha raggiunto la quota record di 470 vittorie consecutive.
Il 12 febbraio 2013, dopo aver già saltato l'impegno degli Australian Open, annuncia il suo ritiro immediato dal tennis in carrozzina abbandonando la prima posizione mondiale dopo oltre quattordici anni.
È stata introdotta nell'International Tennis Hall of Fame nel 2023.

## Carriera
Esther è affetta da paraplegia dall'età di 8 anni a causa di un intervento chirurgico vicino al midollo spinale. Durante la riabilitazione ha imparato a giocare a pallavolo, basket e tennis in sedia a rotelle.
Dopo aver giocato diversi anni a basket viene invitata a far parte del team olandese di basket in carrozzina. Con la nazionale olandese riesce a vincere gli Europei del 1997.
Nel 1998 lascia perdere il basket e si concentra a tempo pieno sul tennis venendo seguita dall'allenatore Marc Kalkman. La sua prima grande vittoria fu agli US Open 1998, dopo questa vittoria passò dalla quindicesima alla seconda posizione mondiale. Nello stesso anno vince anche il Master di fine stagione.
Al 6 luglio 2012 ha vinto 160 tornei nel singolare e 133 nel doppio con un totale di 679 vittorie 25 sconfitte nel singolare, e 436 vittorie e 34 sconfitte nel doppio.
Dal 2002 è stata nominata per cinque volte al Laureus World Sports Awards nella categoria Sportsperson of the Year with a Disability riuscendo a vincere il titolo alla prima nomination e una seconda volta nel 2008.

### Paralimpiadi
Nel 2000 partecipa ai Giochi paralimpici di Sydney dove vince due medaglie d'oro, nel singolare vince il torneo senza mai perdere un set e nel doppio vince in coppia con Maaike Smit.
Nelle paralimpiadi 2004 ottiene nuovamente la doppia medaglia d'oro mentre nei Giochi paralimpici di Pechino vince la medaglia d'oro in singolare e quella d'argento nel doppio.
Gioca la quarta paralimpiade a Londra vincendo il quarto oro consecutivo in singolare superando Aniek van Koot per 6-0, 6-3 mentre si riprende l'oro nel doppio assieme a Marjolein Buis.
In totale può quindi vantare 7 medaglie d'oro e una d'argento su otto tornei giocati, sommando singolo e doppio.

### Tornei dello Slam
In tutta la sua carriera ha partecipato in singolare a 21 tornei dello slam in singolare vincendoli tutti.
In totale nei tornei dello Slam ha vinto 9 volte gli Australian Open, 6 volte l'Open di Francia, 6 US Open.
Nel doppio ha vinto 7 Australian Open, 5 Open di Francia, 3 Wimbledon, 6 US Open riuscendo a completare il Grande Slam per ben due volte nel 2009 e nel 2011 risultato che non le è permesso ottenere nel singolare visto l'inesistenza di un torneo a Wimbledon. Inoltre con la vittoria della medaglia d'oro è riuscita a totalizzare il Grande Slam d'Oro.
Se si fa un confronto globale nel tennis solamente due donne hanno vinto un numero maggiore di slam rispetto a Esther Vergeer ovvero Margaret Smith Court (64 vittorie) e Martina Navrátilová (59 vittorie).

### Master di fine anno
Ha vinto un totale di 23 master di fine anno, 14 nel singolare e 9 nel doppio. Nel singolare ha vinto tutte le edizioni a cui ha partecipato ovvero dal 1998 al 2011. Nel doppio non ha vinto il titolo in tre occasioni nel 2000, 2004 e 2010, può vantare però come detto nove titoli in dodici partecipazioni.

## Statistiche

### Singolare

#### Vittorie (21)
| Anno | Torneo                                        | Superficie  | Avversario in finale | Punteggio     |
| 2002 | Australian Open (1)                           | Cemento     | Daniela Di Toro      | 6–2, 6–0      |
| 2003 | Australian Open (2)                           | Cemento     | Daniela Di Toro      | 2–6, 6–0, 6–3 |
| 2004 | Australian Open (3)                           | Cemento     | Daniela Di Toro      | 4–6, 6–3, 6–1 |
| 2005 | US Open (1)                                   | Cemento     | Korie Homan          | 6–2, 6–1      |
| 2006 | Wheelchair Classic 8's at Australian Open (4) | Cemento     | Jiske Griffioen      | 6–4, 6–0      |
| 2006 | US Open (2)                                   | Cemento     | Sharon Walraven      | 6–1, 6–2      |
| 2007 | Australian Open (5)                           | Cemento     | Florence Gravellier  | 6–1, 6–0      |
| 2007 | Open di Francia (1)                           | Terra rossa | Florence Gravellier  | 6–3, 5–7, 6–2 |
| 2007 | US Open (3)                                   | Cemento     | Florence Gravellier  | 6–3, 6–1      |
| 2008 | Australian Open (6)                           | Cemento     | Korie Homan          | 6–3, 6–3      |
| 2008 | Open di Francia (2)                           | Terra rossa | Korie Homan          | 6–2, 6–2      |
| 2009 | Australian Open (7)                           | Cemento     | Korie Homan          | 6–4, 6–2      |
| 2009 | Open di Francia (3)                           | Terra rossa | Korie Homan          | 6–2, 7–5      |
| 2009 | US Open (4)                                   | Cemento     | Korie Homan          | 6–0, 6–0      |
| 2010 | Open di Francia (4)                           | Terra rossa | Sharon Walraven      | 6–0, 6–0      |
| 2010 | US Open (5)                                   | Cemento     | Daniela Di Toro      | 6–0, 6–0      |
| 2011 | Australian Open (8)                           | Cemento     | Daniela Di Toro      | 6–0, 6–0      |
| 2011 | Open di Francia (5)                           | Terra rossa | Marjolein Buis       | 6–0, 6–2      |
| 2011 | US Open (6)                                   | Cemento     | Aniek van Koot       | 6–2, 6–1      |
| 2012 | Australian Open (9)                           | Cemento     | Aniek van Koot       | 6–0, 6–0      |
| 2012 | Open di Francia (6)                           | Terra rossa | Aniek van Koot       | 6–0, 6–0      |

## Rendimento in progressione

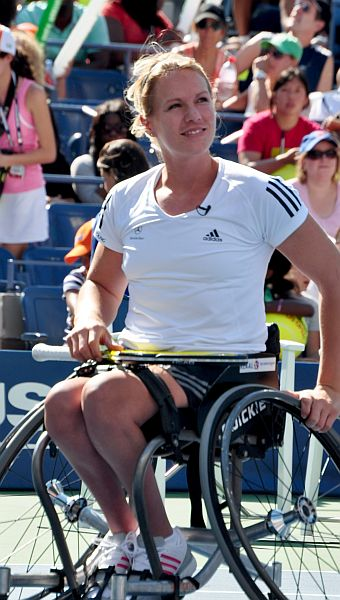
Esther durante gli US Open 2010

### Singolare
| Torneo          | 2002 | 2003 | 2004 | 2005 | 2006 | 2007 | 2008 | 2009 | 2010 | 2011 | 2012 |
| --------------- | ---- | ---- | ---- | ---- | ---- | ---- | ---- | ---- | ---- | ---- | ---- |
| Australian Open | V    | V    | V    | A    | V    | V    | V    | V    | A    | V    | V    |
| Open di Francia | NH   | NH   | NH   | NH   | NH   | V    | V    | V    | V    | V    | V    |
| US Open         | NH   | NH   | NH   | V    | V    | V    | NH   | V    | V    | V    | NH   |

### Doppio
| Torneo          | 2002 | 2003 | 2004 | 2005 | 2006 | 2007 | 2008 | 2009 | 2010 | 2011 | 2012 |
| --------------- | ---- | ---- | ---- | ---- | ---- | ---- | ---- | ---- | ---- | ---- | ---- |
| Australian Open | NH   | NH   | V    | A    | V    | V    | V    | V    | A    | V    | V    |
| Open di Francia | NH   | NH   | NH   | NH   | NH   | V    | V    | V    | F    | V    | V    |
| Wimbledon       | NH   | NH   | NH   | NH   | NH   | NH   | NH   | V    | V    | V    | SF   |
| US Open         | NH   | NH   | NH   | V    | V    | V    | NH   | V    | V    | V    | NH   |